# Dream a Little Dream of Me
"Dream a Little Dream of Me" é uma canção de 1931 com música de Fabian Andre e Wilbur Schwandt e letra de Gus Kahn. Foi gravada pela primeira vez em fevereiro de 1931 por Ozzie Nelson, para Brunswick Records, e também por Wayne King e sua Orquestra, com vocal de Ernie Birchill, para a Victor Records. Mais de sessenta outras gravações foram feitas, mas somente algumas obtiveram destaque nas paradas musicais, entre as quais a versão de 1968 cantada por Cass Elliot com The Mamas & the Papas.

## Primeiras versões
Depois das gravações pioneiras de Ozzie Nelson e de Ernie Birchill (com a Wayne King e sua Orquestra), "Dream a Little Dream of Me" ganhou diversas versões na música popular dos Estados Unidos ao longo das décadas de 1940 e 1950, incluindo Frankie Laine e Jack Owens (que alcançaram o Top 20 da Billboard), Cathy Mastice, Ella Fitzgerald, Louis Jordan, Vaughn Monroe, Dinah Shore, Louis Armstrong, Barbara Carroll, Nat King Cole, Doris Day, Joni James, Dean Martin, e ainda um dueto entre Bing Crosby e Georgia Gibbs. A canção Dream a Little Dream of Me foi regravada por Zélia Duncan, em 2004, presente na trilha sonora de Senhora do Destino.